# Chronique de San Juan de la Peña
La Chronique de San Juan de la Peña ou Chronique pinatense (en aragonais Cronica de Sant Chuan d'a Penya. Les autres noms sont Crònica general de Pere III el Cerimoniós, Crónica general deis reis d'Aragó e comtes de Barcelona, Memories historials de Catalunya, et en latin Cronica Regum Aragonum et Comitum Barchinone) est une chronique historiographique médiévale écrite à l'initiative du roi Pierre IV d'Aragon le Cérémonieux, qui concerne l'histoire du royaume d'Aragon depuis ses origines à l'époque des comtes et en suite de la Couronne jusqu'à la mort d'Alphonse IV (1336). Elle a été écrite dans sa première version en latin vers 1342 par le secrétaire royal Tomás de Canellas, développant des annales antérieures du pinatenses des rois aragonais et navarrais.
Le texte nous est parvenu sous forme de trois manuscrits. Deux d'entre eux se trouvent à la Bibliothèque de l'Escurial. Le premier (sous la côte L-II.13) est de la fin du XIVe siècle. Il en existe un autre daté d'environ 1470 (côte N-I-13) qui incorpore des ajouts de Martín de Larraya du XVIe siècle. Le dernier, disponible en édition numérique en fac-similé, date du XVIe siècle et se trouve à la Bibliothèque nationale d'Espagne (ms. 2078).

## Contenu et structure
La Chronique de San Juan de la Peña est une histoire généraliste sur les comtes et rois de la Couronne d'Aragon et montre une parenté avec les œuvres de l'historiographie médiévale hispano-latine ou d'Alphonse X le Sage. C'est ainsi que la chronique commence avec le mythique peuplement initial de la péninsule Ibérique par les descendants de Túbal (es), qui était considéré comme à l'origine des ibères. Ensuite elle aborde l'histoire des rois wisigoths et la perte de son royaume par le roi Rodéric à l'époque la conquête sarrasine. Cette première partie occupe les chapitres I-IV et est tirée, selon la Crónica pinatense elle-même, de chroniques plus développées de Castille: «segunt que las coronicas dizen mas largament, las de Castiella», qui seraient, en plus des chroniques d'Alphonse X, le De rebus Hispaniae, de Rodrigo Jiménez de Rada et le Chronicon mundi, de Luc de Tuy.
Le chapitre V raconte la fondation du Monastère Saint-Jean de la Peña, et fournit des données très importantes pour l'histoire des origines du monastère et du royaume d'Aragon. À partir de là, le texte suit certaines des Anales de San Juan de la Peña aujourd'hui perdues et écrites au XIIe siècle (Lasheras, 2003, pages. 101 et 103) qui recueille la généalogie des comtes d'Aragon, des premiers rois de Navarre et la séparation des deux royaumes avec le premier roi d'Aragon, Ramire Ier, tout cela exposé dans les chapitres V à XVI.
De là jusqu'au chapitre XXI, nous est contée l'histoire des rois Pierre Ier et Alphonse Ier le Batailleur avec les prises respectives de Huesca et Saragosse, jusqu'au testament de ce dernier dans lequel il léguait le Royaume aux ordres militaires.
Dans les chapitres XXII au XXXII, et suivant la Gesta Comitum Barchinonensium, la chronique se consacre à la maison comtale jusqu'au mariage entre Raimond-Bérenger IV et Pétronille.
Enfin, les chapitres XXXIII à XXXIX relatent les évènements de la Couronne d'Aragon depuis Alphonse II jusqu'à la mort d'Alphonse IV en 1336, ce qui met un point final à la Chronique.

## Versions
Il existe trois versions de la Crónica pinatense. La première est écrite en latin et est antérieure à 1359. Elle a été écrite à partir d'une chronique antérieure à laquelle Tomás de Canellas, un secrétaire du roi Pierre IV le Cérémonieux, a ajouté l'histoire postérieure de l'union de l'Aragon et de la Catalogne. L'œuvre a été conçue comme la chronique officielle de la dynastie royale. De cette version en latin dérive une version en aragonais médiéval (es) et une autre en catalan, toutes deux datées entre 1369 et 1372. La version aragonaise a été publiée en 1876 par Tomás Ximénez Embún en une édition critique. En 1961 Antonio Ubieto Arteta a édité une version critique de la chronique latine et Amadeu J. Soberanas la version catalane. Carmen Orcástegui a publié en 1986 une nouvelle édition critique du texte en aragonais.

## Sources
Les sources de la Crónica de San Juan de la Peña se trouvent dans une ancienne chronique du Monastère Saint-Jean de la Peña, qui contenait des chronologies et des données de nature généalogique et fournit de précieuses informations sur les anciens comtes aragonais et les premiers rois de Pampelune. Pour les faits postérieurs à l'union dynastique entre Pétronille d'Aragon et Raimond-Bérenger IV de Barcelone, on a utilisé la Chronique aragonaise de 1305 (également appelée Crónica navarro-aragonesa ou Crónica de 1305), et la Gesta comitum barchinonensium, ainsi que de la très importante œuvre en latin de Rodrigo Jiménez de Rada, De rebus Hispaniae, source principale à la fois de la Estoria de España de Alphonse X le Sage.

## Importance
Il s'agit de l'un des textes les plus importants pour l'histoire de la Couronne d'Aragon. A aussi une grande importance le fait que la chronique recueille de versions en prose de chansons de geste, dont le Cantar de la campana de Huesca (voir le texte reconstitué). Un autre intérêt vient du fait qu'il s'agit d'une source documentaire sur les évènements concernant le Monastère Saint-Jean de la Peña.